# Кавдык
Кавдык — посёлок Ялуторовского района Тюменской области России. Входит в состав Памятнинского сельского поселения.
Посёлок находится в 7 км от города Ялуторовск.
Поселок при ж.д. разъезде Кавдык.

## Население
| 2010 | 2014 |
| ---- | ---- |
| 8    | ↗11  |